# 鮮奶油

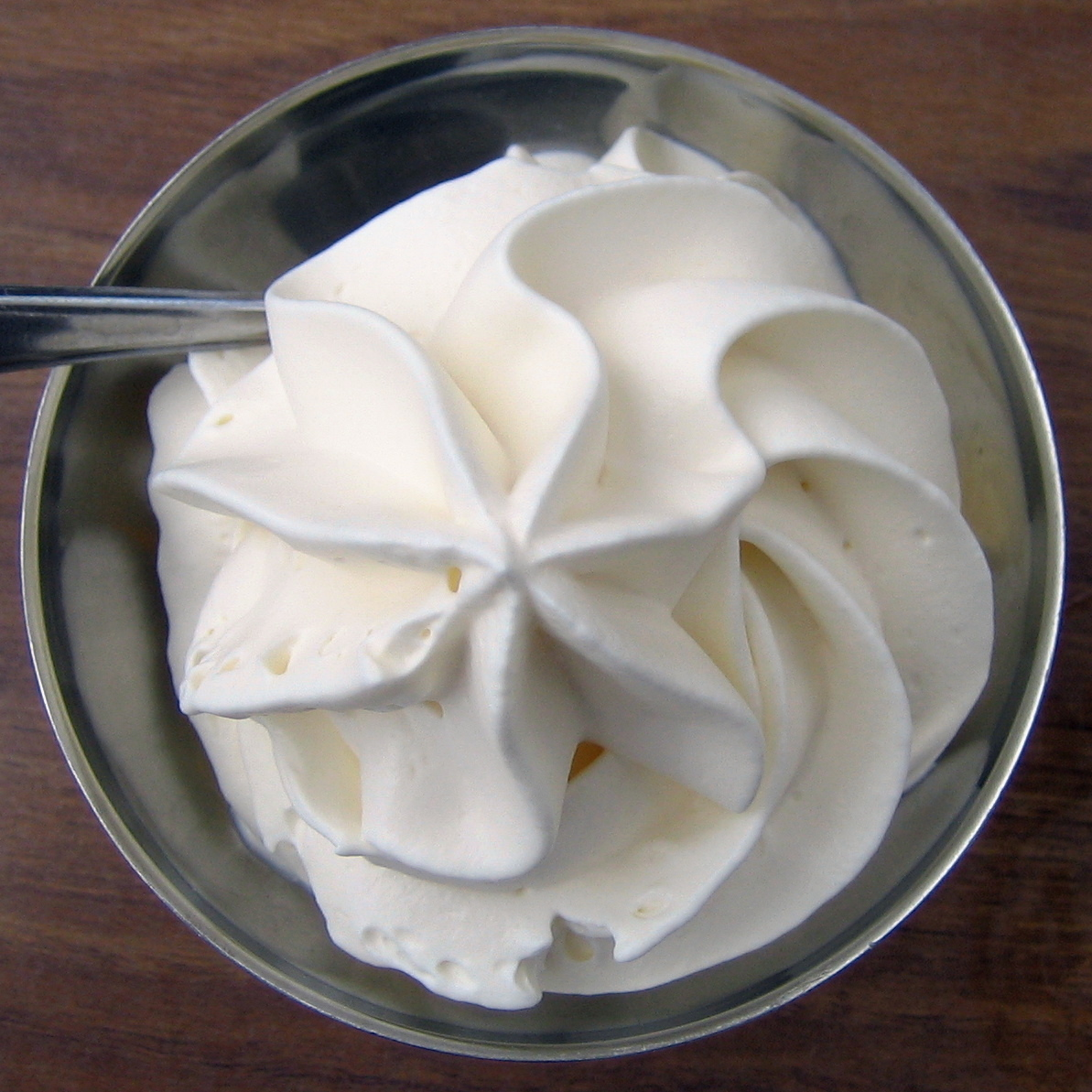
新鮮奶油

鮮奶油（英語：cream），鮮乳油，或音譯為淇淋、激凌、克林姆，是由未均质化之前的生顶层的牛奶脂肪含量较高的一层制得的乳制品。在许多国家，奶油（液態到凝結態）都是根据其脂肪含量的不同分为不同的等级。奶油容易滋生細菌必須冷藏，但可以製成罐頭或透過干燥制成粉末，以利运输到遥远的市场。
奶油（打發過的）主要是作為蛋糕的裝飾，或成為麵包的餡料（見奶油包）。也用來加在飲品中。除了上述用途外，奶油也是制造冰淇淋的主要原料。

## 名称
在香港，作為蛋糕的裝飾cream通常會稱為忌廉，而加在飲品中的cream則習慣稱作忌廉梳打（直接音譯而來）。
臺灣烘焙店常見的克林姆雖源自鮮奶油的日文‧，但多以用來稱呼卡士達醬。

## 成分
奶油與（butter）是成分相似的混合物，但黄油的乳脂含量高於奶油。从物理上讲，奶油是乳脂在水中的乳液，而黄油是水在乳脂中的乳浊液。黄油（butter）是通过搅乳过程使牛奶中的乳脂进一步凝结的产品。
饲养于天然牧场的奶牛所食用的牧草通常含有一些类胡萝卜素类的天然色素，这使得利用其生產出的奶油通常會帶有一些淡淡的黄色，味道和質感都比較濃。另有一種主要饲喂谷物的圈养奶牛所产的奶油，通常呈現白色，味道較淡而且質地較鬆軟。

## 制作
鮮奶油傳統製作方式是將生牛乳静置一段时间之后，密度较低的脂肪便会浮升到顶层，再直接括起收集成為奶油。在工业化制作程序中，这一步骤則通常是利用离心机來加速完成。经均質化處理（homogenize）后的鲜奶，则不能分离出奶油。

## 种类

### 未经发酵

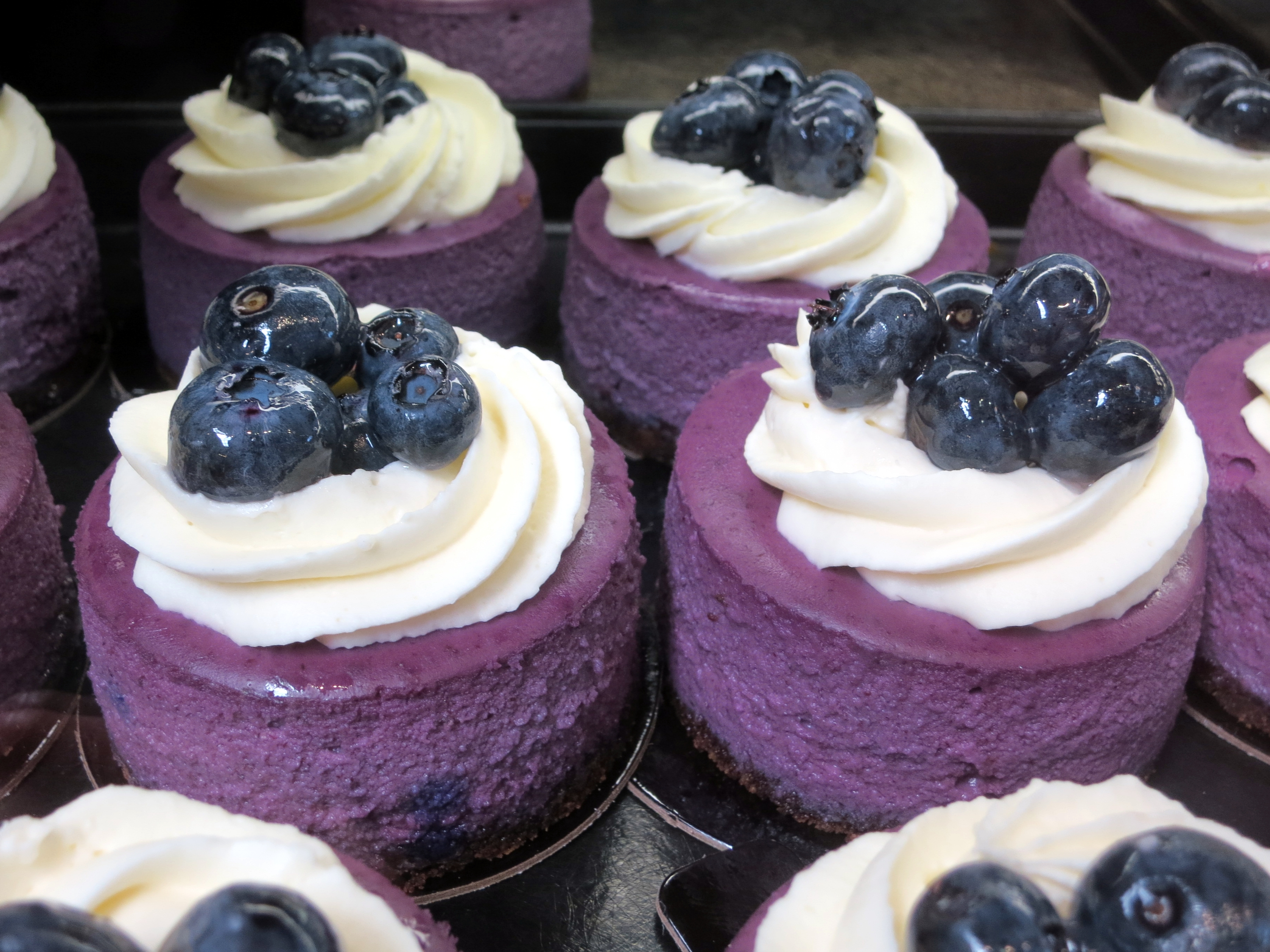
藍苺蛋榚上的奶油

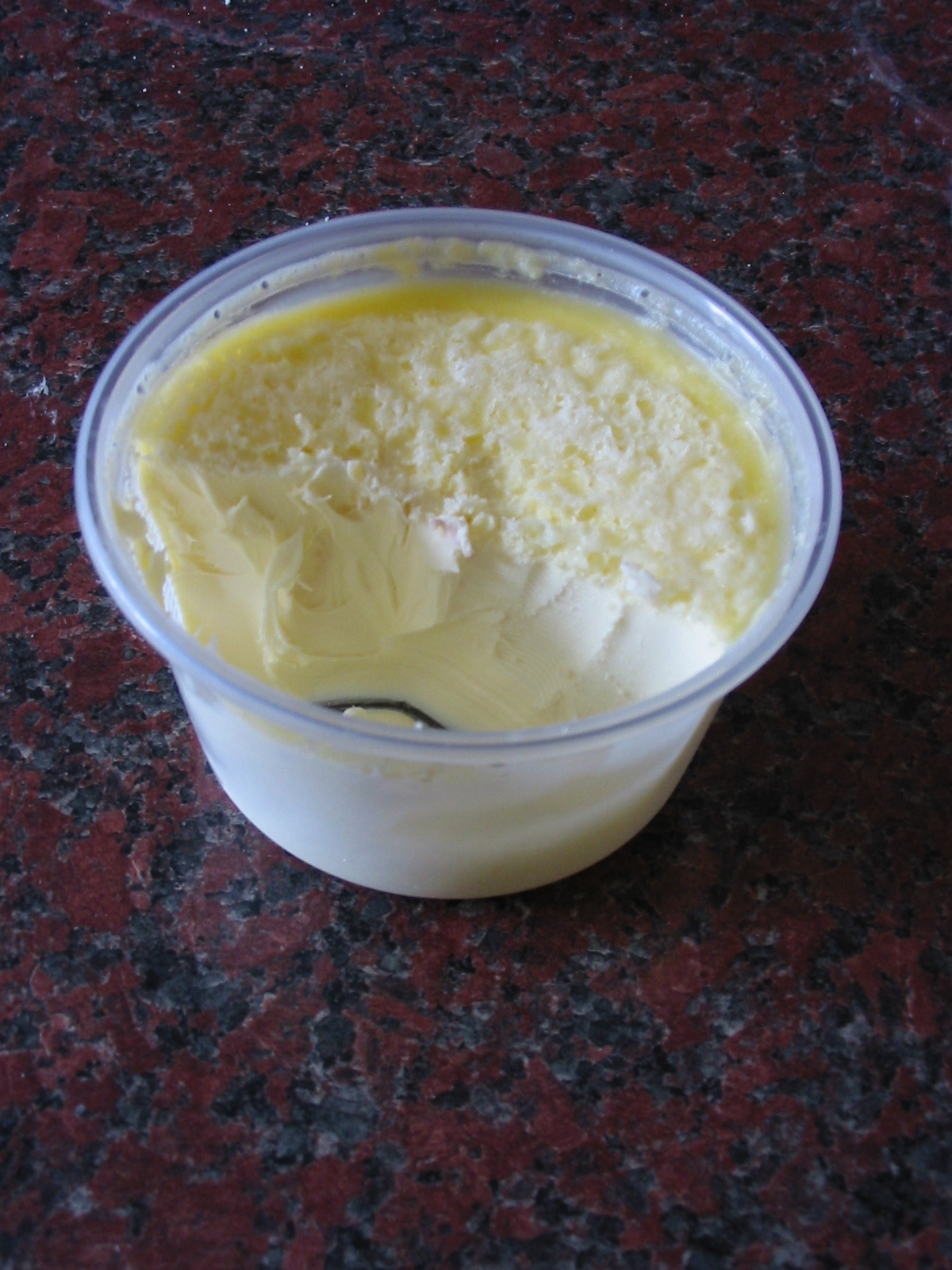
凝脂奶油

在美国，市面上贩售的奶油有以下类别：
- “半对半”（half and half） （10.5–18%脂肪）
- 淡、咖啡、佐茶奶油（18–30%脂肪）
- 普通（25%脂肪）
- 泡打或泡打淡（30–36%脂肪）
- 条（15-20%脂肪）
- 重泡打（36%或更多脂肪）
- 超重或工业（38–40%或更多），一般不在零售市场销售。

| 名称        | 最少脂肪含量 | 附加定义     | 主要用途       |
| ----------- | ------------ | ------------ | -------------- |
| 凝脂奶油    | 55%          | 加热处理     | 司康饼、果酱等 |
| 高脂/濃奶油 | 48%          |              | 布丁和甜点     |
| 搅拌        | 35%          |              |                |
| 生          | 35%          | 经过搅拌     |                |
| 灭菌        | 23%          | 经过灭菌处理 |                |
| 低脂        | 18%          | 未经灭菌处理 | 甜点和咖啡     |
| 灭菌半      | 12%          | 经过灭菌处理 |                |
| 半          | 12%          | 未经灭菌处理 | 只用于咖啡     |

在澳大利亞，奶油的脂肪含量並沒有嚴格法律控制，不過濃奶油一般都有48–60%脂肪含量。

### 经过发酵
- 酸奶油是一种用18%或更高乳脂含量的奶油通过细菌发酵过程制作，含有0.5%以上乳酸的奶油制品。通过发酵，奶油变得更浓稠，当然也会变酸。
- 斯美塔那酸奶油乳脂含量20%~24%。
- 法式酸奶油（Crème fraîche）是一种用重奶油（30–40%乳脂含量）经过轻微细菌发酵制作的奶油产品。它不如美国常见的酸奶油那般口味酸且浓。墨西哥人所说的和这种奶油制品很像。